# 佛教慧因法師紀念中學
佛教慧因法師紀念中學（英語：Buddhist Wai Yan Memorial College）是一間已停辦的中學，位於香港離島區長洲，創校於1987年，並於2022年結束。該校是香港佛教聯合會主辦之第11間中學，亦曾經是長洲島上僅有的兩所中學之一。

## 歷史
此校於1987年創校，是長洲島上第一所佛教中學。由於此校獲澳門普濟禪院捐款興建，故此以該禪院已故住持慧因法師（俗名許地）之名冠名。
由於學生人數減少（尤其是長洲學生不少都會選擇港島區中學），此校於2012年及2019年兩度被列入「殺校」名單，詳情如下：

### 第一次殺校
在2010/11學年，由於此校只錄取了少於61位學生，因此被教育局下令停止招生。但是，由於佛教聯合會願意注資，以協助此校開辦新高中課程，並轉為錄取跨境學童，故此獲准再次參與招生。

### 第二次殺校
但是，由於校政繼續積弱，導致此校收生不足。最後，此校決定自2020/21學年不再錄取中一新生，並於2022年暑假結束。屆時，尚未畢業的中三學生，將經由教育局分配至其他中學就讀。

## 設施
此校為一所採用鄉村式設計的半連環型校舍（而全港同款校舍合共只有三所），設21間課室及各種特別室，佔地6,500平方米。
另外，此校亦為跨境學生在島上安排宿舍。

## 資料來源與註釋
1. ↑   (PDF).   [2022-08-02].
2. ↑  . 星島日報. 2011-10-04  [2020-12-17]. （原始内容存档于2020-01-25）.
3. ↑  . 星島日報. 2012-04-12  [2020-12-17]. （原始内容存档于2020-01-25）.
4. ↑   (PDF).   [2020-01-25]. （原始内容存档 (PDF)于2020-01-25）.